# Don't Tell Me (cântec de Madonna)
Don't Tell Me este al doilea single al Madonnei de pe albumul Music, și a fost lansat 20 octombrie 2000.

## Recepția

### Certificate
| Țara   | Certificat |
| ------ | ---------- |
| Franța | Argint     |

## Videoclipul
Videoclipul a atins locul 2 în clasamentul TRL, difuzat de MTV, fiind cel mai bine clasat videoclip al Madonnei până atunci.
Videoclipul muzical a fost regizat de Jean-Baptiste Mondino și filmat în octombrie 2000. Videoclipul o înfățișează pe Madonna ca pe o cowgirl mergând pe o bandă de alergare automată în fața unui ecran de proiecție, cu cowboy dansând și călare pe cai în fundal. Videoclipul muzical a primit două nominalizări la Premiile MTV Video Music Awards din 2001, precum și o nominalizare la Premiile Grammy. Melodia a fost inclusă în trei dintre turneele de concerte ale Madonnei: Drowned World (2001), Re-Invention (2004) și Celebration (2023—2024). În 2014, Madonna a apărut în emisiunea specială MTV Unplugged a lui Miley Cyrus și a interpretat „Don't Tell Me” într-un mashup cu piesa lui Cyrus din 2013, „We Can't Stop”. Doi ani mai târziu, a interpretat piesa la spectacolul ei Madonna: Tears of a Clown, la Melbourne și Miami.